# Armand Roblot
 (septembre 2021).
Si vous disposez d'ouvrages ou d'articles de référence ou si vous connaissez des sites web de qualité traitant du thème abordé ici, merci de compléter l'article en donnant les références utiles à sa vérifiabilité et en les liant à la section « Notes et références ».
Armand Victor François Roblot, né le 16 mai 1890 à Paris et mort le 22 juin 1983 dans cette même ville, est un sculpteur français.

## Biographie
Fils d'Armand Roblot, employé, et de Marie Joséphine Marceline Canedo, institutrice.
En octobre 1911, il est incorporé dans le 26e régiment d'infanterie. Il est rendu à la vie civile en novembre 1913 avec le grade de sergent.
Il épouse Marie Louise Sabarots en décembre 1919, à Alger.